# Ты — предприниматель
«Ты — предприниматель» — федеральная программа Росмолодёжь (2009—2014). Ранее носила названия «Экономическое направление движения Наши» (2005 -2006), «МШП — Молодёжная школа предпринимательства» (2006-2009), проект "Успех" (2009). В настоящее время одноимённые программы «Ты предприниматель» действуют в некоторых субъектах РФ, но не сотрудничают с АО "РВК". 

## О проекте
Проект «Ты - предприниматель» направлен на обучение молодёжи базовым предпринимательским знаниям и навыкам. Также программа ставит задачей популяризацию предпринимательской деятельности и создание образа героя-предпринимателя.

## Цели проекта
Стимулирование активности молодёжи в сфере предпринимательства путём реализации в субъектах Российской Федерации действенной системы мер, направленной на вовлечение молодых людей в предпринимательскую деятельность.

## Задачи проекта
1. Популяризация предпринимательской деятельности среди молодёжи, формирование предпринимательской среды;
2. Массовое вовлечение молодых людей в предпринимательскую деятельность;
3. Профильное обучение, приобретение молодыми людьми навыков ведения бизнеса;
4. Создание механизмов, позволяющих преодолевать высокие издержки выхода на рынок;
5. Сопровождение молодых людей, вовлеченных в предпринимательскую деятельность.[4]

## Направления проекта
- Повышение уровня готовности к предпринимательской деятельности среди старшеклассников.
- Вовлечение молодых людей в предпринимательскую деятельность. Включает отбор наиболее талантливой молодёжи, обучение, оказание содействия в получении информационной, консультационной, финансовой и инфраструктурной поддержки на первых этапах развития собственного дела.
- Объединение действующих молодых предпринимателей в сообщества.[4]

## Ожидаемые результаты
Реализация проекта, по мнению организаторов, должна внести значительный вклад в развитие России, в том числе позволит:
1. расширить осведомленность молодёжи о программах поддержки и развития малого бизнеса посредством распространения информации через печатные СМИ, Интернет, телевидение и наружную рекламу — общий охват не менее 50 % молодых людей в каждом регионе реализации Программы;
2. увеличить число молодых людей, принявших участие в тех или иных мероприятиях по поддержке молодых предпринимателей (форумах, круглых столах, открытых лекциях и т. д.) — до 5 000 человек в каждом регионе реализации;
3. увеличить число субъектов малого предпринимательства за счет предприятий, созданных молодыми людьми, получившими финансовую поддержку в рамках государственных программ — до 50 единиц в каждом регионе реализации;
4. увеличить число субъектов малого предпринимательства за счет предприятий, созданных молодыми людьми, получивших инфраструктурную поддержку — до 30 единиц в каждом регионе реализации;
5. снизить уровень социальной напряженности;
6. увеличить число рабочих мест;
7. увеличить объёмы выручки коммерческих предприятий, созданных молодыми людьми.

По мнению ряда экспертов Московской Школы Управления "Сколково" достижение цели и выполнение поставленных задач потребует реализации программы с нуля и займёт 10 лет. Отчётные цифры не всегда соответствуют действительности, что говорит об эффективности государственной молодёжной политики.

## Мероприятия
- Предпринимательские смены на форуме "Селигер"
- Конкурс "Молодой предприниматель России"
- Конгресс "Ты - предприниматель"[5]
- "Предпринимательские сезоны" в Абрау-Дюрсо[6]

## Руководство проекта
С 2008 по 2013 год руководителем программы являлась Елена Бочерова - её основатель. С июля 2012 по июль 2013 года Елена также являлась заместителем руководителя Федерального агентства по делам молодёжи (Росмолодёжь). С июля 2013 года Елена - заместитель директора направления "Молодые профессионалы" Агентства стратегических инициатив.
В ноябре 2013 года руководителем программы назначен Виктор Соколов, ранее являвшийся руководителем предпринимательских смен на форуме "Селигер", а также руководителем программы "Ты - предприниматель" в Москве.

## Результаты
Елена Бочерова, основатель программы «Ты — предприниматель»: «Наша программа реализуется совместными усилиями Росмолодёжи и Минэкономразвития с 2009 года. В 2013 году программа "Ты - предприниматель" реализована в 45 регионах России. Заявки на участие в программе подали 200 000 человек, 14 000 из них прошли обучение бизнес-планированию. В результате было создано более 3 500 новых предприятий и 8 000 новых рабочих мест».